# Nova Tijuca
Nova Tijuca é um bairro do município brasileiro de Coronel Fabriciano, no interior do estado de Minas Gerais. Localiza-se no distrito-sede, estando situado no Setor 4. Segundo o censo demográfico de 2022, realizado pelo Instituto Brasileiro de Geografia e Estatística (IBGE), sua população era de 313 habitantes e havia 118 domicílios particulares permanentes ocupados.
De acordo com o IBGE, em 2010 a população era de 224 habitantes e havia 73 domicílios particulares.
O bairro foi criado na década de 1980, inicialmente como uma extensão do Bom Jesus, após ser loteado pela ENR Engenharia. Foi batizado de Nova Tijuca por Aníbal Teixeira, um dos primeiros a explorarem a área, em alusão ao clima quente observado no local, assim como no bairro da Tijuca, na cidade do Rio de Janeiro.

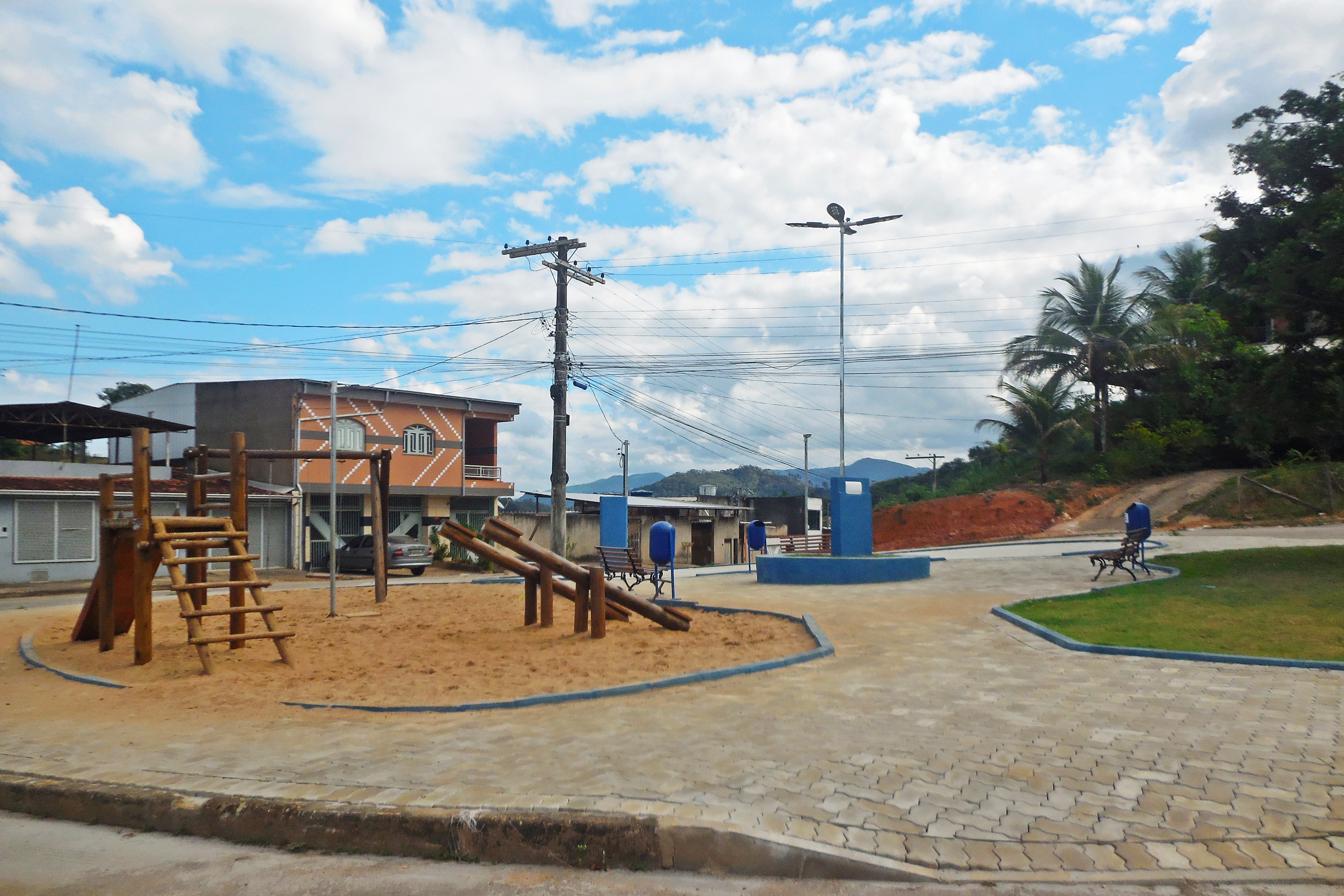
Praça do bairro Nova Tijuca
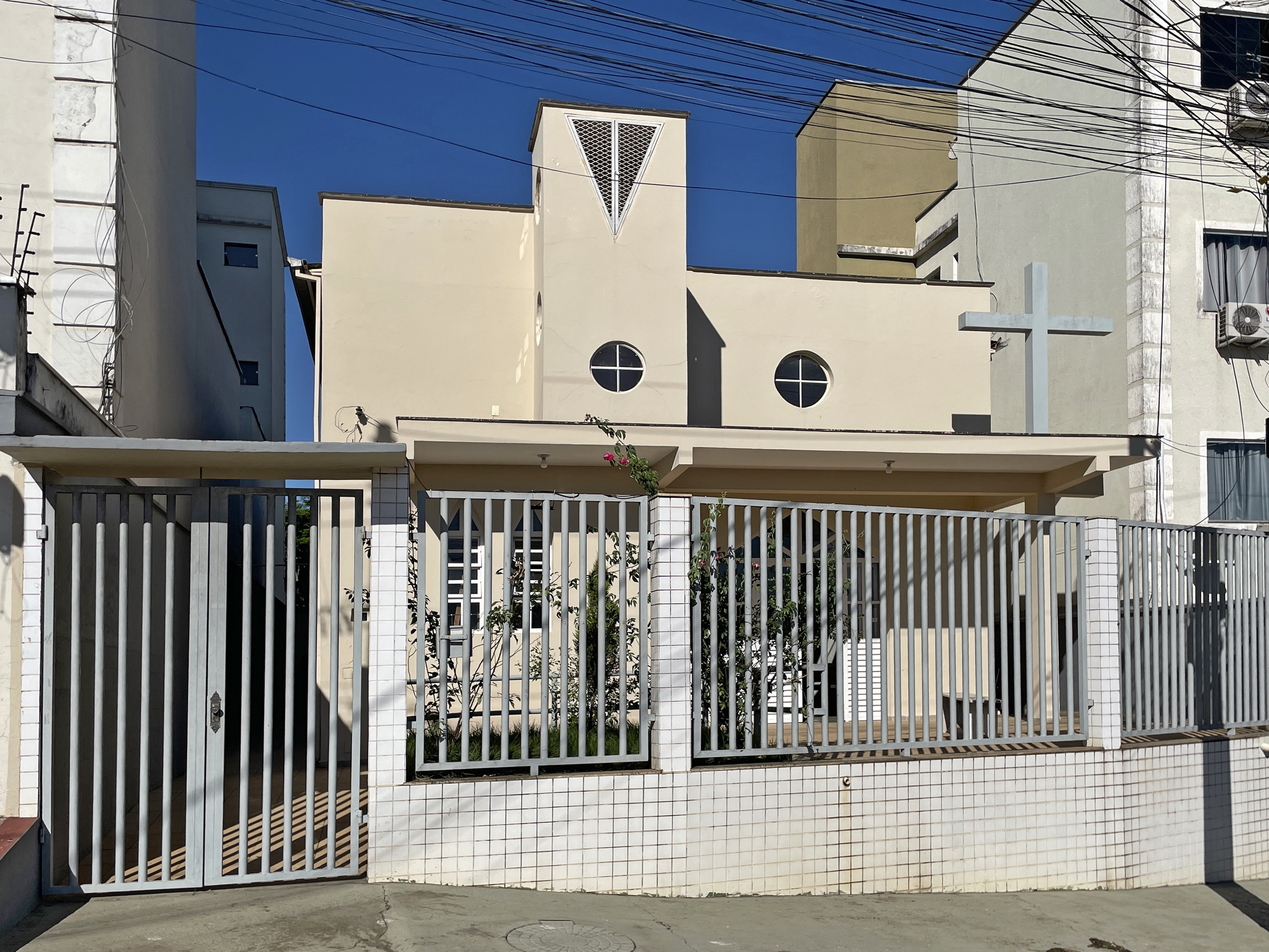
Igreja Santa Teresa Verzeri, da Paróquia São Sebastião.
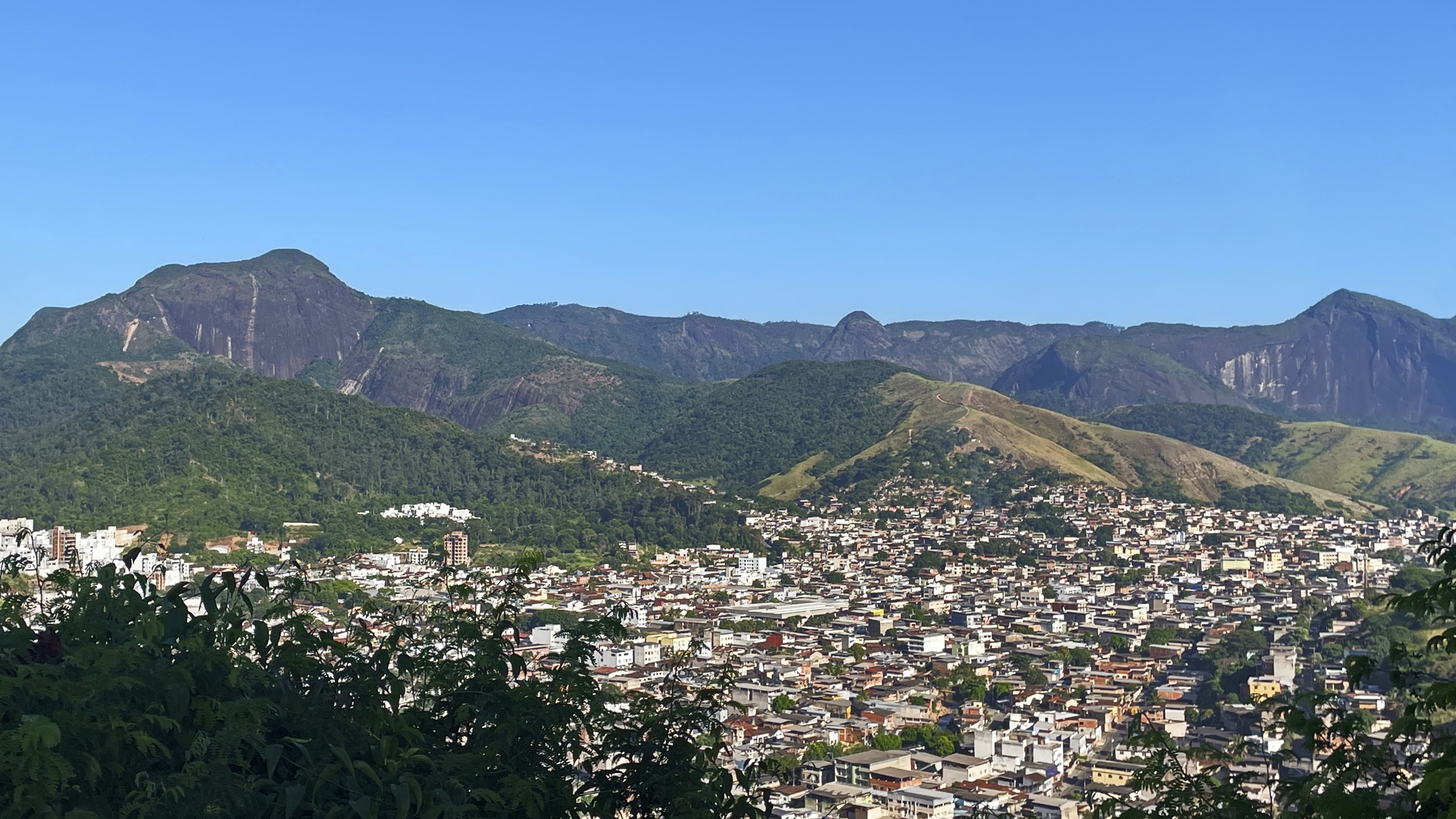
Vista parcial de Coronel Fabriciano, em área correspondente ao distrito Senador Melo Viana, a partir do Nova Tijuca.